# هنريكي لوريرو دوس سانتوس
هنريكي لوريرو دوس سانتوس (بالبرتغالية: Henrique Loureiro dos Santos‏) هو لاعب كرة قدم برازيلي في مركز ظهير ‏، ولد في 13 مايو 1986 في إيتابونا في البرازيل. لعب مع نادي إيتوانو ونادي بالميراس ونادي باهيا ونادي بوا إيسبورت ونادي ساو بيرناردو ونادي فورتاليزا ونادي فيلا نوفا ونادي كولو كولو ريجاتاس.

## وصلات خارجية
- هنريكي لوريرو دوس سانتوس على موقع قاعدة بيانات كرة القدم.إي يو (الإنجليزية)
- هنريكي لوريرو دوس سانتوس على موقع Soccerway.com (الإنجليزية)
- هنريكي لوريرو دوس سانتوس على موقع عالم كرة القدم.نت (الإنجليزية)